# Bachhrāwān
Bachhrāwān är en ort i Indien.   Den ligger i distriktet Rāe Bareli och delstaten Uttar Pradesh, i den centrala delen av landet, 500 km sydost om huvudstaden New Delhi. Bachhrāwān ligger 120 meter över havet och antalet invånare är 12 809.
Terrängen runt Bachhrāwān är mycket platt. Runt Bachhrāwān är det tätbefolkat, med 550 invånare per kvadratkilometer. Bachhrāwān är det största samhället i trakten. Trakten runt Bachhrāwān består till största delen av jordbruksmark.